# Вилисвил (Арканзас)
Вилисвил (енгл. Willisville) град је у америчкој савезној држави Арканзас.

## Демографија
По попису из 2010. године број становника је 152, што је 36 (-19,1%) становника мање него 2000. године.
| Група             | 2000.       | 2010.       |
| Белци             | 148 (78,7%) | 126 (82,9%) |
| Афроамериканци    | 36 (19,1%)  | 22 (14,5%)  |
| Азијати           | 0 (0,0%)    | 0 (0,0%)    |
| Хиспаноамериканци | 3 (1,6%)    | 4 (2,6%)    |
| Укупно            | 188         | 152         |